# Бугульминский Зай
Бугульминский Зай (Зай) — река в Татарстане. Исток в окрестностях деревни Ефановка Бугульминского района. Течёт преимущественно в северном направлении, затем поворачивает на запад и течёт по территории Азнакаевского района, затем снова Бугульминского. Впадает в реку Степной Зай в 179 км от его устья, в черте посёлка Карабаш (Татарстан). В низовьях — Карабашское водохранилище.
Длина водотока 56 км, водосборная площадь 753 км².
Абсолютная высота: истока 305 м, устья — 117 м. Лесистость водосбора 22 %. Питание смешанное, преимущественно снеговое. Весеннее половодье начинается в конце марта. Ледостав устанавливается в 1-й декаде ноября.

## Притоки
Принимает 23 притока длиной от 1,2 до 20,6 км, основные притоки (по расстоянию от устья):
- 15 км: река без названия (пр)
- 24 км: Нижняя Ямашка
- 26 км: Дырды-Гыз (пр)
- 37 км: река без названия (лв)
- 49 км: Бугульма (лв)

## Данные водного реестра
По данным государственного водного реестра России Зай (Бугульминский Зай) относится к Камскому бассейновому округу, бассейн реки Кама, речной подбассейн реки — бассейны притоков Камы до впадения Белой. Водохозяйственный участок реки — Кама от Нижнекамского гидроузла и до устья, без реки Вятка. Код водного объекта 10010101512111100029331.